# Paraleucophenga emeiensis
Paraleucophenga emeiensis är en tvåvingeart som beskrevs av Vasily S. Sidorenko 1998. Paraleucophenga emeiensis ingår i släktet Paraleucophenga och familjen daggflugor. Inga underarter finns listade i Catalogue of Life.